# Малый Кунгуль (село)
Малый Кунгуль — упразднённое село в Ромненском районе Амурской области, Россия. Исключено из учётных данных в 1974 году.

## География
Село располагалось на правом берегу реки Малый Кунгуль (приток Большого Кунгуля), на расстоянии примерно 12,5 километра (по прямой) к северо-востоку от села Смоляное.

## История
Образовано в 1926—1928 годах. По данным 1926 года в деревне Малый Кунгуль имелось 33 хозяйства и проживал 157 человек. В административном отношении входила в состав Больше-Кунгульского сельсовета Александровского района Амурского округа Дальневосточного края.
В 1930—1950-е годы в селе действовал колхоз «Трудовик».
Решением Амурского исполкома от 7 июня 1974 года № 253, село Малый Кунгуль исключено из учётных данных как несуществующее.